# Sư đoàn 372, Quân đội nhân dân Việt Nam
Sư đoàn Không quân 372, còn gọi là Đoàn Không quân Cửu Long, là một sư đoàn của Không quân Nhân dân Việt Nam, chịu trách nhiệm bảo vệ vùng trời, vùng biển và đất liền miền Trung Việt Nam từ Quảng Bình tới Gia Lai, tuần tra bảo vệ Trường Sa.

## Lịch sử
Sư đoàn được thành lập ngày 30 tháng 10 năm 1975. Ban đầu, sư đoàn này đóng ở miền Đông Nam Bộ, với biên chế gồm các trung đoàn tiêm kích 935, 937 và trung đoàn trực thăng 917. Tuy nhiên, từ năm 1979, sư đoàn chuyển ra miền Trung. Các trung đoàn trực thuộc cũ được bàn giao cho Sư đoàn Không quân 370. Đồng thời, sư đoàn tiếp nhận vào biên chế các trung đoàn tiêm kích 923 và 933. Đến năm 1989, sư đoàn tiếp nhận thêm trung đoàn tiêm kích 929. Sau này, trung đoàn 923 được điều sang Sư đoàn Không quân 371 và trung đoàn 954 được điều sang Quân chủng Hải quân. Hiện tại, Sư đoàn 372 gồm  trung đoàn tiêm kích 929, và trung đoàn tiêm kích 925 và trung đoàn trực thăng 930.
Trong Chiến tranh biên giới Tây Nam, sư đoàn 372 đã thực hiện các hoạt động trinh sát, tiến công tiêu diệt mục tiêu, chi viện hỏa lực bộ binh, vận chuyển tiếp tế, đổ bộ đường không, cấp cứu tải thương, hiệp đồng cùng quân khu 7, quân khu 9, quân đoàn 2, quân đoàn 3, quân đoàn 4.
Với những thành tích, chiến công đạt được, ngày 20/12/1979, Sư đoàn không quân 372 được Nhà nước Việt Nam tuyên dương danh hiệu Anh hùng Lực lượng Vũ trang Nhân dân.

## Tổ chức
- Trung đoàn Tiêm kích 929[4][1]
- Trung đoàn Tiêm kích 925[4]
- Trung đoàn Trực thăng 930[4]

## Ban Chỉ Huy
- Sư đoàn trưởng: Đại tá Trần Tiến Tùng
- Chính ủy: Đại tá Hoàng Trung Kiên
- Phó sư đoàn trưởng TMT: Thượng tá Nguyễn Xuân Tú[5]
- Phó sư đoàn trưởng QH:Đại tá Đoàn Thế Sơn
- Phó Chính ủy: Đại tá Đinh Đức Việt
- Phó TMT Tác chiến: Thượng tá Trịnh Văn Thắng
- Phó TMT SCH: Thượng tá Mai Quốc Dũng
- Phó TMT Nội bộ: Đại tá Huỳnh Phượng Hoàng

## Sư đoàn trưởng qua các thời kỳ
- Lê Hải
- Mai Cương
- Nguyễn Đức Soát
- Vũ Quốc Bảo
- Hoàng Thành
- Trần Văn Thanh
- Thiếu tướng Nguyễn Văn Thọ - Nguyên Phó Tư lệnh kiêm Tham mưu trưởng Quân chủng PK-KQ
- Trung tướng Vũ Văn Kha - Quyền Tư lệnh Quân chủng PK-KQ
- Thiếu tướng Nguyễn Phụng Tuấn - Phó Tham mưu trưởng Quân chủng PK-KQ
- Đại tá Nguyễn Văn Định
- Phạm Như Xuân -Phó Tư lệnh Quân chủng Hải quân
- Vũ Hồng Sơn - Phó Tư lệnh kiêm Tham mưu trưởng Quân chủng PK-KQ
- Đại tá Phạm Tuấn Anh - Phó Tư lệnh Quân chủng PK-KQ

## Trang bị
Thời gian đầu khi mới thành lập, sư đoàn 372 được trang bị một số loại máy bay chiến đấu và vận tải có nguồn gốc Liên Xô và Mỹ (thu của Không lực Việt Nam Cộng hòa) gồm: tiêm kích MiG-19, MiG-21, F-5; cường kích A-37; trực thăng vận tải Mil Mi-6, Mil Mi-8, UH-1, CH-47; vận tải C-119, trinh sát U-17/L-19, v.v... Từ thập niên 1980, sư đoàn được trang bị thêm cường kích Su-22, Su-27SK/UBK, trực thăng săn ngầm Ka-25, Ka-28/32, thủy phi cơ săn ngầm Beriev Be-12, vận tải cơ hạng nhẹ Antonov An-2.
Hiện nay, sư đoàn được trang bị: Máy bay tiêm kích Su-27SK, Máy bay tiêm kích bom Su-22M4; trực thăng Mi-8, Mi-17; Mi-171 và niêm cất máy bay tiêm kích MiG-21.